# Pogonatum nudiusculum
Pogonatum nudiusculum är en bladmossart som beskrevs av Mitten 1859. Pogonatum nudiusculum ingår i släktet grävlingmossor, och familjen Polytrichaceae. Inga underarter finns listade i Catalogue of Life.